# Системи шахтного зв'язку
Системи шахтного зв'язку – засоби зв'язку у шахтах і очисних вибоях. 
Виділяють два типи С.ш.з.: 
- системи телефонного зв'язку та
- системи технологічного зв'язку.

До систем телефонного зв'язку належать телефонна станція підприємства (автоматична або ручна), система іскробезпеки телефонних ліній в шахті, диспетчерський комутатор і система гучномовного оповіщення про аварії. До систем технологічного зв'язку належать системи стовбурового, потягового, конвеєрного і дільничного (комбайнового) зв'язку. Існує технічна можливість об'єднувати всі ці системи в одну загальношахтну мережу зв'язку (наприклад, гірничий диспетчер має можливість вийти на технологічну мережу і оперативно втрутитися в технологічний процес). Системи телефонного зв'язку, представлені на вітчизняному ринку: комплекс ШТСІ, комплекс CAT і комплекс DGT. Вони забезпечують іскробезпечний телефонний та диспетчерський зв'язок у шахті, а також аварійне і гучномовне оповіщення. 